# ブランブリ県
ブランブリ県(ブランブリけん、英語：Bulambuli District)はウガンダの東部地域北東部の県。
2014年の人口は17万7322人。
県都はブランブリ。

## 地理
- 北：ナカピリピリ県
- 東：クウェエン県
- 南東：カプチョルワ県
- 南：シロンコ県
- 西：ブケデア県

県都ブランブリは、ブギスの最大都市のムバレから道なりに約32km北東に離れている。
県南部は山が多く、鉄砲水が発生し易い。
 
県北部は乾燥しており、水不足になり易い。

## 歴史
2010年7月1日、シロンコ県の北部を割いて新設された。

## 人口
- 1991年：6万4600人
- 2002年：9万7300人
- 2012年：12万5400人[5]
- 2014年：17万7322人

## 経済
自給農業と畜産が中心である。
- マトケ
- キャッサバ
- 米
- ゼオカルパマメ
- モロコシ属
- 雑穀

## 著名人
- アリニ・ムロニ（英語版）(Irene Muloni)(1960年～)
  - 第9代エネルギー鉱物開発大臣(2011年～2016年)